# Zabójstwo Dee Dee Blanchard
Zabójstwo Dee Dee Blanchard – zabójstwo dokonane na Dee Dee Blanchard przez jej córkę Gypsy Rose oraz jej chłopaka.
Późnym wieczorem 14 czerwca 2015 r. funkcjonariusze biura szeryfa Hrabstwa Greene w Missouri zostali wezwani do domu Dee Dee Blanchard (ur. 3 maja 1967 w Chackbay w Luizjanie jako Clauddine Pitre), położonego na obrzeżach Springfield. Na łóżku w sypialni odkryli ciało kobiety, nieżyjącej od kilku dni, leżące twarzą w dół w kałuży krwi pochodzącej z ran kłutych. W budynku nie było jej niepełnosprawnej umysłowo i fizycznie nieletniej córki Gypsy Rose (według Blanchard na skutek uszkodzenia mózgu w wyniku przedwczesnego porodu dziewczyna posiadała zdolności umysłowe 7-letniego dziecka, cierpiała również na białaczkę, astmę, dystrofię mięśniową i kilka innych chorób przewlekłych).
Ciało kobiety zostało znalezione dzięki sąsiadom, zaniepokojonym wpisami na facebookowym profilu (sugerującymi, że Dee Dee mogła paść ofiarą przestępstwa) oraz obawiającym się o Gypsy Rose (jej wózek inwalidzki i leki wciąż znajdowały się w domu). Policja odnalazła dziewczynę następnego dnia w stanie Wisconsin, gdzie przebywała razem ze swoim poznanym przez Internet chłopakiem Nicholasem Godejohnem. Publiczne oburzenie, że ktoś mógł wykorzystać ciężko upośledzoną dziewczynkę, aby zabić jej matkę, ustąpiło miejsca szokowi i współczuciu dla Gypsy Rose, kiedy śledczy ogłosili, że kobieta była dorosła i mimo twierdzeń jej matki nie miała żadnych fizycznych ani psychicznych problemów.
Dalsze dochodzenie w sprawie wykazało, że niektórzy lekarze badający Gypsy Rose - zarówno lokalni, jak i pochodzący z Nowego Orleanu (gdzie kobieta z matką mieszkały wcześniej) – nie znaleźli żadnych dowodów na deklarowane zaburzenia. Jeden ze specjalistów podejrzewał nawet, że Dee Dee cierpi na zastępczy zespół Münchhausena. Jednak kiedy rodzina lub sąsiedzi zwracali uwagę na niewłaściwe traktowanie Gypsy, matka zmieniała miejsce zamieszkania, wciąż czerpiąc korzyści od fundacji charytatywnych (m.in. Habitat for Humanity, Ronald McDonald House i Make-A-Wish Foundation).
Dee Dee, która prawdopodobnie faktycznie miała zastępczy zespół Münchhausena, wmawiała córce, że jest młodsza, niż w rzeczywistości, oraz zmuszała ją do udawania niepełnosprawności i przewlekłych chorób, poddając ją niepotrzebnym zabiegom chirurgicznym i podając jej leki, a także kontrolując ją przez znęcanie się psychiczne oraz fizyczne. Gypsy Rose przyznała się do dokonania morderstwa drugiego stopnia i została skazana na karę dziesięciu lat pozbawienia wolności, a jej chłopak po krótkim procesie w listopadzie 2018 r. został skazany za morderstwo pierwszego stopnia i skazany na dożywocie bez możliwości zwolnienia warunkowego. Sprawa została wykorzystana w filmie dokumentalnym HBO z 2017, Kochana mamusia nie żyje, w reżyserii Erin Lee Carr.
Ekspert od zastępczego zespołu Münchhausena, Marc Feldman, stwierdził, że to pierwszy przypadek w jego dwudziestopięcioletniej karierze, w której maltretowane dziecko zabija rodzica.

## Tło wydarzeń

### Wczesne życie i małżeństwo Dee Dee Blanchard
Blanchard urodziła się jako Clauddine Pitre w Chackbay w stanie Luizjana, w pobliżu Zatoki Meksykańskiej w 1967 r., i dorastała wraz z rodziną w Golden Meadow. W dzieciństwie, jak wspominali jej krewni, od czasu do czasu dokonywała drobnych kradzieży, często jako odwet, gdy sprawy nie układały się po jej myśli. W pewnym momencie na początku swojego dorosłego życia pracowała jako pomoc pielęgniarki. Po jej śmierci, rodzina wyraziła podejrzenie, że mogła zabić własną matkę, która zmarła w 1997 r., odmawiając karmienia jej.
Gdy miała 24 lata, zaszła w ciążę z Rodem Blanchardem, wtedy 17-latkiem. Nazwali swoją córkę Gypsy Rose, ponieważ Clauddine lubiła imię Gypsy, a Rod był fanem zespołu Guns N 'Roses. Krótko przed narodzinami Gypsy Rose w lipcu 1991 r. para rozeszła się, gdy Rod, jak powiedział w 2017 r., uświadomił sobie, że ożenił się z niewłaściwych powodów. Pomimo wysiłków Clauddine, by zmusić go do powrotu, mężczyzna nie zrobił tego. Kobieta zabrała swoją nowo narodzoną córkę i zamieszkała z rodziną.

### Dzieciństwo Gypsy Rose
Bobby Pitre, siostrzeniec Clauddine, wspomina, że narodziny Gypsy mogły być nieco przedwczesne, co mogło wpłynąć na rozwój jej mózgu, ale poza tym nie miała znanych problemów zdrowotnych. Według Roda, który w tamtej chwili był jeszcze związany z córką, gdy Gyp (jak nazywano ją w rodzinie) miała trzy miesiące, Clauddine była przekonana, że niemowlę cierpi na bezdech senny i zaczęła zabierać ją do szpitala, w którym powtarzające się testy nie potwierdziły jej podejrzeń. Niemniej według niego matka Gypsy była przekonana, że ich córka cierpi na szeroki wachlarz problemów zdrowotnych, który przypisywała nieokreślonej aberracji chromosomowej.
Bobby wspomina, że kiedy Gypsy miała 7 lub 8 lat, jechała motocyklem dziadka i miała drobny wypadek. Doznała okaleczenia kolana. Clauddine uznała, że to widoczny objaw urazów, które wymagały leczenia przez kilka operacji. Od tamtej pory Gypsy poruszała się na wózku inwalidzkim, choć sama czuła się wystarczająco zdrowa, by chodzić o własnych siłach przy kilku okazjach. Dziewczyna często jeździła z rodzicami na wydarzenia związane z Olimpiadami Specjalnymi. W 2001, kiedy Dee Dee uznawała, że jej córka ma osiem lat, dziewczynka została uznana za honorową królową Krewe of Mid-City Parade, parady dla dzieci, która odbył się w trakcie Mardi Gras w Nowym Orleanie.
Gypsy prawdopodobnie przestała uczęszczać do szkoły po ukończeniu drugiej klasy, być może jeszcze wcześniej. Po tym czasie matka uczyła ją w domu z powodu rzekomych ciężkich chorób córki. Gypsy udało się samodzielnie nauczyć czytać, dzięki książkom o Harrym Potterze.
Gdy ojciec Gypsy, Rod, ponownie ożenił się, Clauddine dalej pozostawała samotna. Przeniosła się razem z córką do swojego ojca oraz macochy, która później oskarżyła ją o zatruwanie jej substancją zawierającą Glifosat. W tym czasie Clauddine została oskarżona o kilka drobnych przestępstw, takich jak wystawianie czeków bez pokrycia kosztów. Kiedy rodzina zaczęła regularnie konfrontować kobietę z jej zachowaniem względem Gypsy i zaczęła wyrażać podejrzenia dotyczące zdrowia macochy, zmieniła imię i wyjechała z córką do Slidell, choć jej rodzina nie miała o tym pojęcia przez kilka kolejnych lat. Zdrowie macochy kobiety wróciło do normy wkrótce po wyjeździe Dee Dee.
W Slidell kobieta zamieszkała razem z Gypsy w lokalu socjalnym. Rachunki opłacali z pieniędzy od opieki społecznej, które Dee Dee dostawała przez wzgląd na domniemany zły stan zdrowia jej córki oraz z alimentów Roda. Kobiety większość czasu spędzały odwiedzając różnorodnych specjalistów, głównie w Tulane Medical Center i Children's Hospital of New Orleans, szukając sposobów na wyleczenie chorób, na które podobno cierpiała Gypsy, które podobno w tym okresie zaczęły dotykać także słuchu i wzroku jej córki. Podczas biopsji mięśnia nie znaleziono śladu dystrofii mięśniowej, na którą według matki cierpiała dziewczyna, nie udało jej się też znaleźć leczenia na inne rzekome problemy córki. Po tym, jak Dee Dee powiedziała lekarzom, że Gypsy ma regularne napady co kilka miesięcy, doktorzy przepisali jej leki przeciwpadaczkowe. W tym czasie dziewczyna przeszła kilka operacji, a Clauddine regularnie zabierała córkę na pogotowie w związku z drobnymi dolegliwościami.
Po tym jak huragan Katrina zdewastował zamieszkiwany przez kobiety teren w 2005 r., Clauddine i Gypsy opuściły zniszczone mieszkanie, a potem dostały zastępcze lokum w Covington. Matka dziewczyny uznała, że dokumentacja medyczna jej córki, w tym jej akt urodzenia, zostały zniszczone w trakcie powodzi. Lekarz z Ozark zaproponował, by kobiety przeniosły się do rodzinnego Missouri, co nastąpiło kolejnego miesiąca.

### Przeprowadzka do Missouri
Clauddine i Gypsy mieszkały początkowo w wynajętym domu w Aurora. W tym czasie Gypsy została uhonorowana przez Oley Foundation tytułem dziecka roku 2007. W 2008 r. Habitat for Humanity zbudował dla nich niewielki dom z rampą dla wózków inwalidzkich i jacuzzi, co było częścią większego projektu w północnej części Springfield. Dee Dee z córką przeniosły się do nowego domu. Historia samotnej matki, która wychowuje ciężko upośledzoną córkę i która została zmuszona do emigracji przez huragan Katrina cieszyła się dość dużym zainteresowaniem lokalnych mediów, a społeczność często pomagała kobiecie, która od tamtego czasu przedstawiała się jako Dee Dee.
Wsparcie finansowe obejmowało wiele datków charytatywnych. W Luizjanie Dee Dee i Gypsy korzystały z okazjonalnych pobytów w domach Ronalda McDonalda w trakcie wizyt lekarskich; w Missouri otrzymywały bezpłatne loty, by móc odwiedzać lekarzy w Kansas City; otrzymywały także bezpłatne wyjazdy do Walt Disney World, a także wstępy za kulisy koncertów Mirandy Lambert za pośrednictwem fundacji Make-A-Wish. Rod Blanchard wciąż wpłacał comiesięczne alimenty na córkę w wysokości 1200 dolarów, a także wysyłał prezenty dla Gypsy, oraz okazjonalnie rozmawiał z nią przez telefon (podczas jednego z nich, w osiemnaste urodziny Gypsy Dee Dee poprosiła go, aby nie wspominał o prawdziwym wieku córki, bo ona myśli, że ma 14 lat).
Rod i jego druga żona regularnie chcieli odwiedzać Springfield, ale z różnych powodów Dee Dee zawsze zmieniała plany. Matka Gypsy powiedziała sąsiadom, że ojciec jej córki był narkomanem i alkoholikiem, który nigdy nie pogodził się z problemami zdrowotnymi córki i nigdy nie wysyłał żadnych pieniędzy.
Wiele osób, które spotykały Gypsy było nią oczarowanych. Jej 150 cm wzrostu, bezzębne usta, duże okulary oraz wysoki, dziecięcy głos sugerowały, że faktycznie cierpiała na wszystkie podane przez matkę choroby. Gypsy często nosiła peruki, lub czapki przykrywające łysinę; Dee Dee regularnie goliła jej włosy, aby wyglądem jej córka przypominała osobę po chemioterapii. Gdy odwiedzający opuszczali dom kobieta często brała butlę tlenową oraz rurkę do karmienia. Gypsy była karmiona płynnymi suplementami żywieniowymi PediaSure.
Dee Dee używała przemocy fizycznej do kontrolowania córki. W obecności innych zawsze trzymała rękę Gypsy. Gdy dziewczyna mówiła coś, co według matki mogło sugerować, że nie jest naprawdę chora, lub wydawała się być rozwinięta psychicznie bardziej, niż sugerowała Dee Dee, jej dłoń była bardzo mocno ściskana. Gdy były same, Gypsy była bita otwartymi dłońmi lub wieszakiem na ubrania.
Cały czas kontynuowano interwencje medyczne. Dee Dee leczyła ślinianki córki jadem kiełbasianym, a następnie całkowicie je wyekstrahowała, aby kontrolować ślinienie się. Gypsy twierdziła później, że matka wywoływała je za pomocą znieczulenia miejscowego, tak aby jej dziąsła drętwiały przed wizytami lekarskimi. Aby zapobiec podobno licznym zapaleniom ucha, Gypsy miała wszczepione w to miejsce rury.

### Podejrzenia kłamstw
Bernardo Flasterstein, neurolog dziecięcy, który widział Gypsy w Springfield, nabrał podejrzeń co do diagnozy dystrofii mięśniowej. Wykonał MRI i badania krwi, które nie wykazały żadnych nieprawidłowości. Nie widzę żadnego powodu, przez który ona nie mogłaby chodzić – powiedział do Dee Dee podczas wizyty kontrolnej po zobaczeniu Gypsy stojącej o własnych siłach. Flasterstein zauważył, że matka dziewczyny nie potrafi dobrze opowiadać historii. Po skontaktowaniu się z lekarzami Gypsy z Nowego Orleanu dowiedział się, że oryginalna biopsja mięśnia pacjentki wyszła negatywnie, podważając diagnozę dystrofii mięśniowej, a także opowieść Dee Dee o powodzi, która zniszczyła całą dokumentację Gypsy. Lekarz podejrzewał zastępczy zespół Münchhausena. Dee Dee udało się zdobyć dostęp do notatek Flastersteina, a następnie przestała przyprowadzać do niego swoją córkę.
Flasterstein nie zareagował i nie zgłosił sprawy Dee Dee opiece socjalnej. Mówił później, że słyszał od innych lekarzy, że traktuje matkę z córką złotymi rękawiczkami i wątpił, aby władze mu uwierzyły. Jednakże w 2009 r. anonimowy rozmówca przekazał policji o stosowaniu przez Dee Dee różnych imion i dat urodzenia dla siebie i swojej córki i zasugerował, że Gypsy jest zdrowsza, niż mówi o tym matka. Funkcjonariusze, którzy sprawdzali ten donos zaakceptowali wyjaśnienie kobiety, według którego ta stosowała dezinformację, aby utrudnić jej byłemu mężowi odnalezienie jej oraz Gypsy bez kontaktowania się z Rodem oraz zgłosili, że Gypsy faktycznie wydaje się być niepełnosprawna umysłowo. Sprawa została zamknięta.

### Wzrost samodzielności Gypsy
Gdy bliscy Gypsy wierzyli, że ta jest wciąż nastolatką, w 2010 r. była już dorosłą osobą, która zaczęła testować, na jak wiele może pozwolić sobie przy matce. Sąsiadka przypomniała sobie wydarzenie, które miało miejsce w 2009 lub 2010. Gypsy pojawiła się wieczorem u jej drzwi, bez wózka inwalidzkiego, prosząc o podwiezienie do miejscowego szpitala, gdzie miała spotkać się z mężczyzną wzbudzającym jej romantyczne zainteresowanie. Mężczyzna został prędko upomniany przez grupę osób, które znały historie medyczną Gypsy i podejrzewały go o chęć wykorzystania niepełnosprawnej umysłowo, nieletniej dziewczyny. W szpitalu Gypsy zdobyła swój akt urodzenia, dzięki któremu poznała swoją prawdziwą datę urodzenia i dowiedziała się, że jest pełnoletnia. Na wieść o tym Dee Dee pojechała do szpitala, informując, że ten dokument jest nieprawidłową wersją wydaną po huraganie, udowadniając to posiadaniem nowszej wersji aktu z prawdziwą, późniejszą datą urodzenia. Podobno Gypsy została zmuszona do przeproszenia wszystkich obecnych.
Od 2001 r. Gypsy uczęszczała na konwenty science fiction i fantasy, czasem zakładając kostiumy, które pozwalały jej wmieszać się w tłum nawet mimo bycia na wózku inwalidzkim. Podczas imprezy w 2011 zrobiła coś, co mogło być kolejną próbą ucieczki, która zakończyła się, gdy jej matka znalazła córkę w pokoju hotelowym razem z mężczyzną, którego Gypsy poznała online. Dee Dee ponownie sfałszowała akt urodzenia z jeszcze nowszą datą narodzin Gypsy i zagroziła, że poinformuje policję. Gypsy wspominała, że później Dee Dee rozbiła komputer młotkiem i groziła, że zrobi to samo z jej palcami, jeśli dziewczyna kiedykolwiek spróbuje uciec. Ponadto przez dwa tygodnie trzymała córkę na smyczy i przypinała ją kajdankami do łóżka. Po pewnym czasie opowiedziała Gypsy, że złożyła na policji dokumenty, według których dziewczyna była upośledzona umysłowo. W związku z tym dziewczyna wierzyła, że gdyby spróbowała zwrócić się po pomoc do policji, nikt by jej nie uwierzył.
W okolicy 2012 r. Gypsy cały czas korzystała z internetu, robiąc to po tym, jak matka położyła się spać, aby uniknąć jej nadzoru. Skontaktowała się z Nicholasem Godejohnem, mężczyzną w jej wieku z Big Bend w Wisconsin (twierdziła później, że trafiła na niego na chrześcijańskiej grupie dla singli; ich profile na Facebooku w tym roku miały ustawiony status w związku). Godejohn sam był jednak osobą z problemami: miał kryminalną przeszłość (aresztowany za obnażanie się w miejscu publicznym) oraz historię choroby psychicznej określanej jako zaburzenie dysocjacyjne tożsamości albo autyzm.
W 2014 r. dziewczyna zwierzyła się 23-letniej sąsiadce, Aleah Woodmansee (nie mającej pojęcia, że Gypsy jest praktycznie jej rówieśniczką, przez co uważała ją za młodszą siostrę), że ona i Godejohn planowali wspólną ucieczkę, a nawet wybrali potencjalne nazwiska dla swoich dzieci. Gypsy, która miała pięć oddzielnych kont na Facebooku, flirtowała ze swoim ukochanym online, w trakcie wymiany zdań, używając elementów BDSM, którymi bardziej zainteresowany był chłopak. Woodmansee próbowała wybić jej ten pomysł z głowy, wciąż uznając Gypsy za młodą osobę, która prawdopodobnie trafiła na seksualnego przestępcę. Uważała, że plany dziewczyny to fantazje i marzenia i nic takiego nigdy nie miało miejsca. Pomimo wysiłków Dee Dee (kobieta posunęła się do zniszczenia jej telefonu oraz laptopa) Gypsy utrzymywała kontakt z Godejohnem przez Woodmansee, który zapisywał wydruki postów dziewczyny do 2014 r..
Rok później Gypsy zaaranżowała spotkanie matki z Godejohnem oraz zapłaciła mu, gdy ten przybył do Springfield. Wedle jej planu miał wpaść na nią, gdy ona z Dee Dee były w kinie w kostiumach. Mieli w ten sposób nawiązać kontakt, w związku z czym Gypsy miała przedstawić chłopaka matce. Godejohn przyznał, że gdy spotkali się po raz pierwszy Gypsy zaprowadziła go do łazienki, gdzie doszło do zbliżenia seksualnego między nimi. Obydwoje kontynuowali znajomość internetową i zaczęli opracowywać plan zabicia Dee Dee.

## Morderstwo
Godejohn wrócił do Springfield w czerwcu 2015 r., gdy Gypsy i jej matka były umówione na spotkanie lekarskie. Po powrocie do domu Dee Dee poszła spać, a Gypsy dała znać mężczyźnie, aby przyszedł do ich domu. Wpuściła go i podobno dała mu taśmę izolacyjną, rękawiczki i nóż, ze świadomością, że jej ukochany wykorzysta te rzeczy do zabicia Dee Dee. Gypsy stwierdziła później, że nie spodziewała się, że chłopak będzie naprawdę w stanie to zrobić.
Gypsy schowała się w łazience i zakryła uszy, aby nie wiedziała, kiedy jej matka będzie umierać. Godejohn kilkakrotnie dźgnął Dee Dee, gdy ta spała. Następnie para uprawiała seks w pokoju Gypsy. Zabrali 4 000 dolarów gotówki, którą Dee Dee trzymała w domu (pochodziła z alimentów byłego męża). Uciekli do motelu znajdującego się poza Springfield, gdzie mogli zostać przez kilka dni, planując kolejne poczynania. W tym czasie widziano ich na kamerach w kilku lokalnych sklepach. Gypsy powiedziała, że w tamtym momencie wierzyła, że udało im się uciec z miejsca zbrodni.
Para wysłała narzędzie zbrodni do domu chłopaka w Wisconsin, aby uniknąć złapania, a następnie wsiedli do autobusu. Kilku świadków widziało ich po drodze do stacji Greyhound. Zauważyli też, że Gypsy ma na głowie bordową perukę i chodzi bez cudzej pomocy.
Po południu 14 czerwca, po naleganiach Gypsy, Godejohn użył swojego telefonu do opublikowania dwóch aktualizacji na Facebooku o Dee Dee, aby ludzie mogli odkryć ciało. Pierwsza wiadomość brzmiała: Ta suka nie żyje! Po siedemnastu minutach pojawił się dłuższy komentarz sugerujący, że ten, kto go napisał zabił Dee Dee i zgwałcił Gypsy. Kobieta oznajmiła później, że martwiła się tym, że kilka dni minęło i nikt nie odkrył ciała jej matki i miała nadzieję, że ktoś zgłosi tę informację na policję, która mogła znaleźć ciało.

## Śledztwo i aresztowanie
Przyjaciele Dee Dee zareagowali na jej post na Facebooku oraz jego język, nietypowy do właścicielki konta, pytając, czy to jakaś reakcja na film, który oglądała, albo spekulując, czy przypadkiem profil nie został zhakowany. Gdy pojawił się drugi post dotarło do nich, że coś jest prawdopodobnie nie tak. Gdy Dee Dee nie odbierała telefonu kilka osób poszło do jej domu.
Chociaż sąsiedzi wiedzieli, że matka z córką często jeżdżą na badania, to zauważyli, że nissan przystosowany do transportu wózka Gypsy stoi na podjeździe, w związku z czym założyli, że wyprawa do lekarza jest w tym przypadku mało prawdopodobna. Folia ochronna w oknach sprawiała, że trudno było dostrzec wnętrze w słabym świetle, w związku z czym zadzwoniono pod telefon alarmowy. Kiedy pojawiła się policja, służby musiały czekać na wydanie nakazu poszukiwania, zanim mogli wejść na teren. Pozwolono jednak jednemu z obecnych sąsiadów wspiąć się na okno. Okazało się, że wnętrze domu jest w dużej mierze nienaruszone, a wózek inwalidzki Gypsy jest w budynku.
Kiedy nakaz został wydany, policja weszła do domu i wkrótce znalazła ciało Dee Dee. Założono konto GoFundMe, aby pokryć koszty pogrzebu kobiety i być może także jej córki. Wszyscy, którzy znali Blanchardów, obawiali się najgorszego – nawet jeśli Gypsy nic się nie stało, wierzyli, że nie będzie w stanie funkcjonować bez wózka inwalidzkiego, lekarstw i innego sprzętu, takiego jak butla z tlenem i rurka do karmienia.
Woodmansee, która była wśród zebranych na trawniku Blanchardów, powiedziała policji, co wie o Gypsy i jej sekretnym internetowym chłopaku. Pokazała im wydruki, które zachowała, w tym jego imię. Na podstawie tych informacji policja poprosiła firmę Facebook o prześledzenie adresu IP, z którego zostały wysłane posty na konto Dee Dee. Okazało się, że ten znajduje się w Wisconsin. Następnego dnia policja w hrabstwie Waukesha szturmowała dom Big Bend należący do Godejohnsa. Zarówno on, jak i Gypsy poddali się i zostali aresztowani pod zarzutem morderstwa i zbrojnych działań przestępczych.
Wiadomość o tym, że Gypsy jest bezpieczna została przyjęta w Springfield z ulgą. Dziewczyna oraz Godejohn zostali wkrótce przeniesieni do miasta zbrodni, a ich kaucja została określona na 1 mln dolarów. Ogłaszając te informacje, szeryf Jim Arnott ostrzegł: Rzeczy nie zawsze są tym, czym się wydają. Media w Springfield wkrótce ujawniły prawdę o życiu Blanchardów: o tym, że Gypsy nigdy nie była chora, zawsze była w stanie chodzić, a jej matka kazała udawać, że było inaczej, używając przemocy fizycznej do kontrolowania jej. Arnott namawiał ludzi, aby nie przekazywali pieniędzy na rzecz tej rodziny, dopóki śledczy nie rozwiążą kwestii oszustwa.

## Proces
Po ujawnieniu jak Dee Dee traktowała Gypsy przez lata współczucie do niej jako ofiary brutalnego morderstwa szybko zmieniły się we współczucie do jej córki jako ofiary długotrwałego krzywdzenia. Podczas gdy oskarżenia o morderstwo pierwszego stopnia może skończyć się w stanie Missouri karą śmierci lub karą dożywocia bez warunkowego zwolnienia, prokurator okręgowy Dan Patterson ogłosił, że nie sądzi, aby to dotyczyło Gypsy i Godejohna, nazywając sprawę nadzwyczajną i niezwykłą. Gdy adwokat dziewczyny zdobył jej dokumentację medyczną z Luizjany, udało mu się uzyskać zarzuty o morderstwo drugiego stopnia dla Gypsy. Dziewczyna była tak niedożywiona, że w ciągu rocznego pobytu w więzieniu w hrabstwie, jak podał później BuzzFeed, przytyła 6,4 kg, gdy większość więźniów traci na wadze. W 2015 r. zaakceptowała umowę o przyznanie się do winy i została skazana na dziesięć lat pozbawienia wolności z możliwością ubiegania się o przedterminowe zwolnienie po ośmiu i pół roku.
Godejohn wciąż stał przed surowszym zarzutem, ponieważ według prokuratorów zainicjował on spisek, a zarówno on oraz Gypsy zgadzają się co do tego, że to on zabił Dee Dee. Umowa dziewczyny z prokuraturą nie wymagała od niej składania zeznań przeciwko mężczyźnie. W styczniu 2017 r. jego proces został przełożony, gdy prokuratorzy poprosili o drugie badanie psychiatryczne; jego prawnicy utrzymywali, że IQ Godejohna wynosi 82, a dodatkowo znajduje się w spektrum autyzmu, sugerując zmniejszoną odpowiedzialność za własne czyny. Początkowo zrzekł się prawa do procesu przed ławą przysięgłych, ale zmienił zdanie w czerwcu 2017 r..
W grudniu 2017 sąd wyznaczył proces Godejohna na listopad 2018 r.. W mowach wstępnych prokuratorzy twierdzili, że Godejohn rozważał zabicie Dee Dee przez ponad rok przed popełnieniem przestępstwa, zaś jego prawnicy wskazywali na jego autyzm i twierdzili, że Gypsy źle sformowała swój pomysł z zabiciem własnej matki, w związku z czym ich zakochany klient zrobił dokładnie to, o co został poproszony. Następnego dnia prokuratorzy pokazywali przysięgłym wiadomości tekstowe, czasem o charakterze seksualnym, które Gypsy i Godejohn wymieniali na tydzień przed zabójstwem, często posługując się różnymi osobami oraz nożem, którym Godejohn zabił Dee Dee. W niektórych fragmentach rozmowy mężczyzna prosił dziewczynę o szczegóły dotyczące pokoju jej matki i nawyków związanych ze snem. Dowody zostały uzupełnione nagraniem z wywiadu z policją, w którym przyznał się do zabójstwa.
Gypsy zeznawała w trakcie trzeciego dnia rozprawy. Powiedziała, że chociaż rzeczywiście zasugerowała Godejohnowi zabójstwo Dee Dee, by położyć kres przemocy, którą musiała znosić, rozważała także zajście z nim w ciążę. Miała nadzieję, że jeśli będzie nosić dziecko Godejohna, Dee Dee będzie musiała go zaakceptować. Poza nożem, który ostatecznie dała mężczyźnie, miała też ubranka dla dzieci ukradzione ze sklepu Walmart, aby móc zrealizować oba plany. Jak przyznała, rodzice Godejohna nie godzili się na to, aby miał z nią dziecko, więc ten plan został porzucony.
Po czterech dniach sprawa trafiła do ławy przysięgłych. Godejohn został osądzony za morderstwo pierwszego stopnia. 22 lutego 2019 r. Godejohn został skazany na dożywocie za morderstwo pierwszego stopnia na Dee Dee.